# Katharina Molitorová
Katharina Molitorová, nepřechýleně Katharina Molitor (* 8. listopadu 1983 Bedburg, Severní Porýní-Vestfálsko) je německá olympionička, volejbalistka a atletka, která se specializuje na hod oštěpem. Její osobní rekord v této disciplíně činí 64,67 metrů. Za klub Bayer Leverkusen hraje také nejvyšší německou volejbalovou ligu Erste Volleyball-Bundesliga.

## Sportovní kariéra
Na pekingských Letních olympijských hrách 2008 se v soutěži hodu oštěpem probojovala do finále, v němž skončila na konečném 8. místě. V roce 2010 se v této disciplíně stala mistryní Německa. Na Letních olympijských hrách 2012 reprezentovala Německo opět ve finále oštěpu, kde po nejlepším výkonu 62,89 metrů z první série obsadila 6. pozici.

### Úspěchy
| Rok  | Závod                              | Dějiště   | Umístění | Výkon   |
| ---- | ---------------------------------- | --------- | -------- | ------- |
| 2005 | ME do 23 let 2005                  | Erfurt    | 2. místo | 57,01 m |
| 2006 | Zimní pohár Evropy                 | Tel Aviv  | 3. místo | 54,89 m |
| 2007 | Letní univerziáda                  | Bangkok   | 6. místo | 58,19 m |
| 2008 | Zimní pohár Evropy                 | Split     | 2. místo | 58,26 m |
| 2008 | Letní olympijské hry 2008          | Peking    | 8. místo | 59,64 m |
| 2009 | Zimní pohár Evropy                 | Tenerife  | 3. místo | 59,75 m |
| 2009 | Letní univerziáda                  | Bělehrad  | 4. místo | 59,41 m |
| 2010 | Mistrovství Evropy v atletice 2010 | Barcelona | 4. místo | 63,81 m |
| 2011 | Mistrovství světa v atletice 2011  | Tegu      | 5. místo | 64,32 m |
| 2012 | Mistrovství Evropy v atletice 2012 | Helsinky  | 5. místo | 60,99 m |
| 2012 | Letní olympijské hry 2012          | Londýn    | 6. místo | 62,89 m |